# Meister der bemalten Kreuzigungsreliefs
Als Meister der bemalten Kreuzigungsreliefs wird ein mittelalterlicher Steinmetz bezeichnet, dem drei Steinreliefs für den Ratzeburger Dom, den Schweriner Dom und die Marienkirche in Anklam zugeschrieben werden. Dem Meister wird weiter der aus Stein geschaffene Mittelschrein des sogenannten Zirkelbrüderaltars zugeordnet, der um 1405 und 1430 entstanden ist.
Zu dem namentlich nicht bekannten Künstler ist weiter nichts bekannt. Seine Werkstatt befand sich vielleicht in Westfalen oder in den burgundischen Niederlanden.

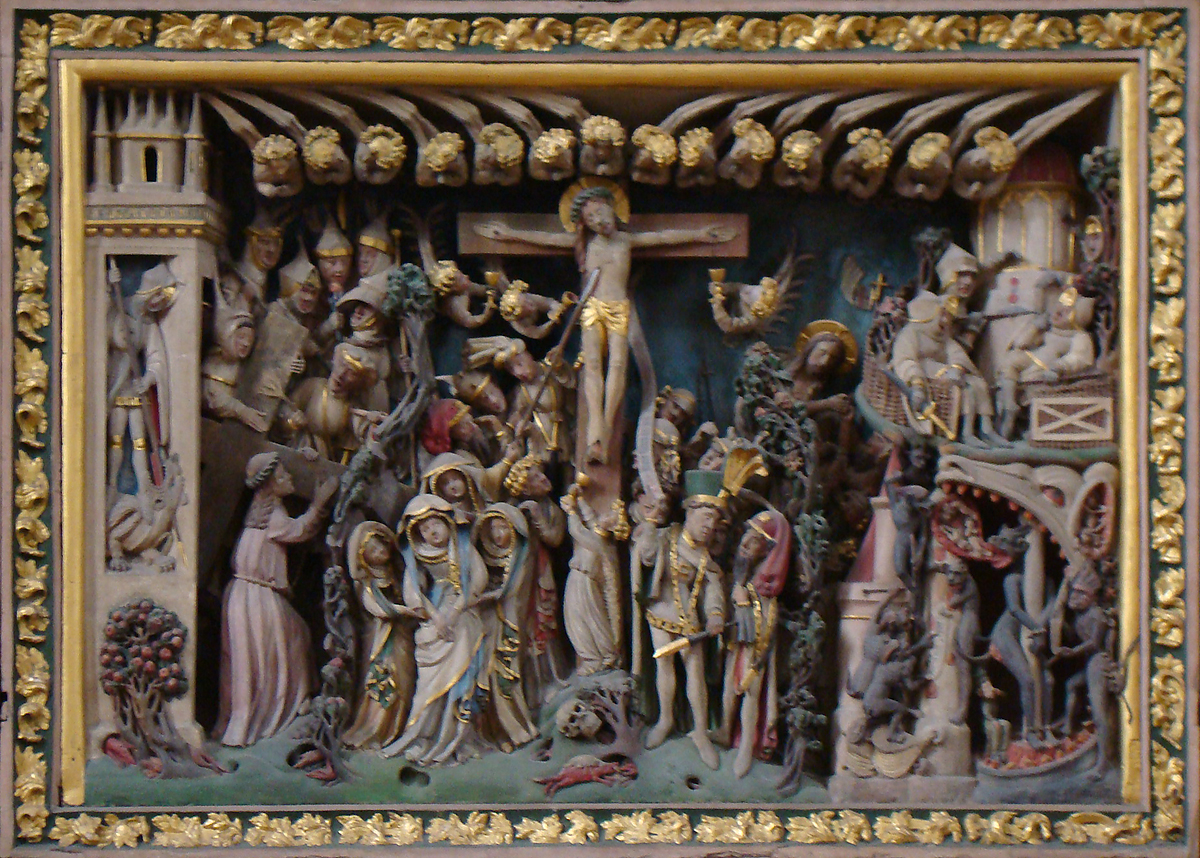
Kreuzigungsrelief des Loste-Altars

Die Kreuzigungsreliefs wurden als Altarschreine aus Sandstein erstellt und enthalten vollplastische Figuren, die mehrfarbig bemalt sind. Sie stellen die Kreuzigung Christi dar. Ihre Zuweisung an einen gemeinsamen Meister basiert auf der stilistischen Ähnlichkeit dieser Arbeiten in Darstellung und Form sowie auf den zahlreichen gemeinsamen Details. Die die Kreuzigungsreliefs umgebenden Flügelaltäre sind oder waren aus Holz. 
Das Steinrelief in Schwerin ist der Mittelteil des nach seinem Stifter Bischof Konrad Loste auch Loste-Altar genannten Flügelaltars. Das Relief aus Anklam war der Mittelteil eines um 1945 zerstörten Altars und befindet sich heute als Altaraufsatz in der dortigen neu erbauten Kreuzkirche. Das Relief im Dom zu Ratzeburg ist Teil des dortigen Hochaltars. Der Zirkelbrüderaltar befindet sich heute im St. Annen-Museum in Lübeck und ist unter anderem in der Kunstgeschichte wegen seiner zahlreichen detaillierten Tierdarstellungen bekannt, die man auch an den anderen Werken sehen kann und die eventuell das Böse symbolisieren sollen.